# A Gang Story
A Gang Story (Les Lyonnais) è un film del 2011 diretto da Olivier Marchal. Il film fa riferimento alla storia vera della Banda dei Lionesi che operò negli anni '70 nella regione di Lione. Olivier Marchal ha dedicato il film "alla memoria di Bernard Giraudeau".

## Trama
Edmond Vidal, soprannominato "Momon", è di origini gitane e apprende dalla sua famiglia la lealtà e la fedeltà a certi principi. Fin da bambino si lega a Serge Suttel con cui intraprende una vita fatta di furti e omicidi.
Momon e Serge si dedicano poi al banditismo e diventano celebri con la "Banda dei Lionesi". Nel 1974, con un arresto spettacolare, la banda si scioglie e Momon e Serge prendono strade diverse.
Tuttavia Momon ritorna alle azioni del passato per salvare Serge, che viene arrestato dalla polizia e viene minacciato dal Greco, a cui deve un'ingente somma di denaro.
Momon e Serge, quindi, cercano di risolvere queste vicende con frequenti flash-back nel loro passato. In tutta la faccenda perdono la vita diverse persone, anche a loro care e finalmente Momon, grazie al commissario Brauner, riesce a fare chiarezza sulla vicenda dell'arresto della Banda dei Lionesi.